# Serra Cavallera
|  | Aquest article tracta sobre la Serra Cavallera de Camprodon. Vegeu-ne altres significats a «Serra Cavallera (Sentmenat)». |

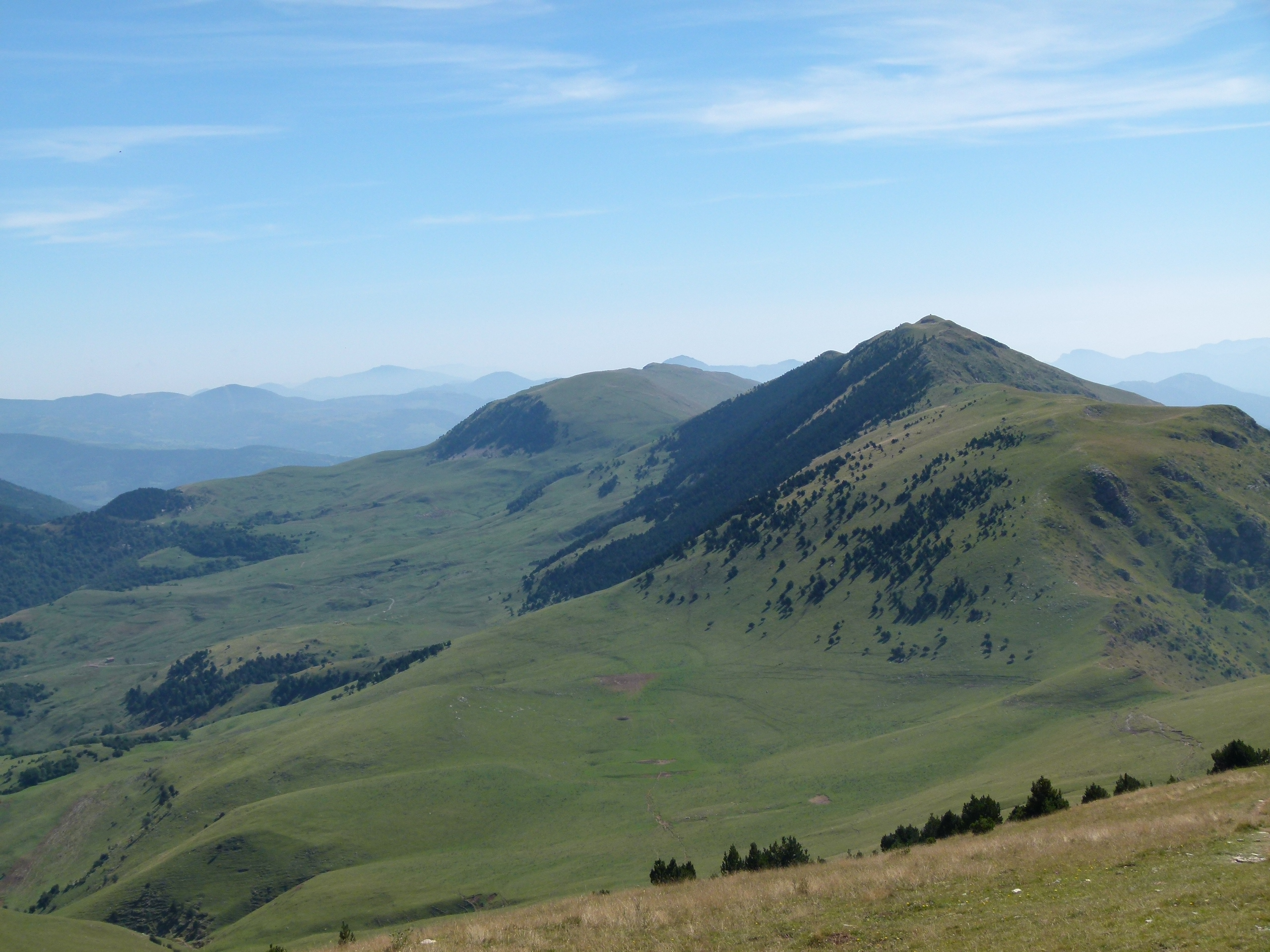
Vessant nord de Serra Cavallera vista des del Taga. De primer terme enllà, Portella d'Ogassa, Puig de la Coma d'Olla, Puig Estela, Coll del Pal i Pedra dels Tres Bisbats.

La serra Cavallera és una serra repartida administrativament entre els municipis de Camprodon, Ogassa i Pardines a la comarca del Ripollès. El punt més alt és el puig Estela, amb una elevació de 2.013 metres.
Després del puig Estela i en direcció NE, hi ha el coll de Pal (1.779 msnm), la Pedra dels Tres Bisbats (1.899 msnm) i el puig del Pla de les Pasteres (1.894 msnm) fins a acabar a Camprodon. Al cim del puig del Pla de les Pasteres hi ha un vèrtex geodèsic (referència 292082001 de l'Institut Cartogràfic de Catalunya).

## Transhumància
Punt de pas del camí ral de la transhumància que uneix les pastures de la Vall de Ribes i Núria amb la plana empordanesa. La ruta, d'oest a est, uneix les valls de Núria i del Fresser, passant per Pardines. Ja a Cavallera passa pel Coll del Pal, la Fogonella, el pla d'en Plata i la bassa de la serra de la Canya, i la collada del Burgarès. Deixa aquesta serra travessant el Ter pel gual de Can Beia, Segueix cap El Sitjar, i baixa per l'Apaidor (Apallador) fins a l'extrem oest de la vall del Bac fins a arribar a l'Hostal de la Vall del Bac, a l'est d'aquesta vall. D'allí la ruta segueix pel Mas de l'Oliva, per Can Grill, i passant propers a Castellfollit de la Roca, carretera fins Sant Jaume de Llierca, Argelaguer, i est enllà fins a la plana i pastures d'hivern.
Com a testimoni de la gran activitat ramadera de la serra hi ha encara avui dia una bona quantitat de cabanes de pedra en diferents estats de conservació.